# هم‌وابستگی

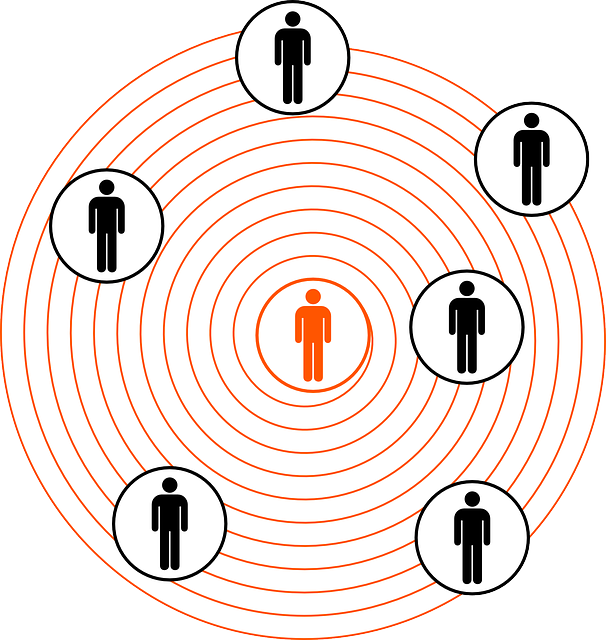
هم‌وابستگی

هم وابستگی (به انگلیسی: Codependency)، گرایش برای بروز رفتارهای منفعل و بیش از اندازه خدمتکارانه است که به شکلی منفی روابط و کیفیت زندگی فرد را تحت‌الشعاع قرار می‌دهد.
هم وابسته کسی است که اجازه می‌دهد دیگران با سوءرفتارشان بر او تأثیر گذارند و او درصدد برمی‌آید تا به روش‌های مختلف رفتار آن‌ها را کنترل کند یا تغییر دهد. هم وابستگی، بیماریِ خودِ گم شده‌است و آن را می‌توان اینگونه تعریف کرد: هر اختلالی و رنجی که همراه با تمرکز فرد بر نیازها و رفتارهای دیگران است. هم وابستگی، شایعترین اعتیادی است که مردم پیدا می‌کنند. این حالت ناشی از تمرکز بیش از حد ما بر بیرون از خودمان است و باعث می‌شود که ما تماس خود را با آنچه در درونمان است از دست بدهیم. ما در درونمان سرنخ‌هایی داریم که ما را از راه‌های بیشماری یاری می‌کنند از جمله آن‌ها باورها، افکار، احساسات، تصمیم‌ها، اختیارات، تجارب، خاطرات، خواسته ها، حواس، نیازها، شهود، عوامل ناخودآگاه و شواهدی از عملکرد جسمی ما همچون ضربان قلب و تنفس مان هستند. اینها و موارد دیگر،بخشی از سیستم بازخورد دقیقی هستند که آن را زندگی درونی می نامیم. 

## تعریف
چند تعریف از هم وابستگی:
- یک وضعیت چند بعدی (جسمی، ذهنی، عاطفی و معنوی) است که با هرگونه رنج و اختلالی ابراز می‌شود و همراه یا ناشی از تمرکز فرد بر روی نیازها و رفتارهای دیگران است. این وضعیت می‌تواند خفیف یا شدید باشد و بیشتر مردم این حالت را دارند. هم وابستگی می‌تواند بسیاری از مشکلات روانشناختی را تقلید کند یا همزمان با آن‌ها باشد یا آنها را تشدید کند. هم وابستگی به واسطه محول کردن مسئولیت زندگی و خوشبختی مان به خارج از "خود"ما (خود کاذب) و به دیگران به وجود می‌آید. این حالت درمان شدنی و بهبودی از آن امکان پذیراست.هم وابستگی یک وضعیت عاطفی و رفتاری است که بر توانایی فرد برای داشتن روابط سالم و رضایت بخش متقابل تاثیر می گذارد.[۱]
- یک الگوی کنارآییِ هیجانی، روانشناختی و رفتاری است که در نتیجه رویارویی درازمدت فرد با مجموعه‌ای از قواعد ستمگرانه (قواعدی که از ابراز آزادانه احساسات و گفتگوی مستقیم از مسایل شخصی و میان فردی جلوگیری می‌کند) و به اجرا درآوردن آنها به وجود می‌آید.
- یک اختلال شخصیتی که بر پایه موارد زیر می‌باشد: نیاز به کنترل کردن در زمان برخورد با شرایط ناگوار، غفلت از نیازهای خود، تغییر دادن مرزهای خود از لحاظ صمیمیت و جدایی، گرفتار شدن با افراد مشخصی که مبتلا به اختلال هستند و تجلی‌های دیگری از قبیل انکار، احساسات انباشته شده، افسردگی و بیماری‌های بدنی وابسته به استرس.
- اشتغال ذهنی با زندگی دیگران که حاصل فشارهای روانی است و منجر به رفتارهای ناسازگار می‌شود.
- الگوی مختلی از نشانه‌های مرضی بالغ‌های رشد نیافته‌است که حاصل خانواده اصلی و فرهنگ ما است و باعث توقف در رشد هویت می‌شود و حاصل آن واکنش های بیش از حد‍ به مسایل بیرون از خودمان و واکنش کمتر از حد‍ به مسایل درون مان است. اگر هم وابستگی درمان نشود، تبدیل به اعتیاد می‌شود.
- یک بیماری است که در آن فرد در زمینه‌های زیر اختلال دارد:
  - میزان عزت نفس مناسب
  - تعیین مرزهای عملکردی
  - پذیرفتن واقعیت خود و ابراز آن
  - برآوردن نیازها و خواسته‌های خود
  - تجربه کردن و ابراز واقعیت خود به صورت متعادل
- الگویی از وابستگی دردناک به رفتارهای وسواسی و به تایید از جانب دیگران که در آن فرد می‌کوشد تا امنیت، خود ارزشمندی و احساس هویت را به دست آورد.

هم وابستگی از تلاش ما برای اینکه از خود واقعی مان در برابر نیروهای ظاهرا شکست ناپذیر محافظت کنیم، سرچشمه می‌گیرد. اما خود واقعی ما (کودک نابالغ درون ما) دچار تناقض است، نه تنها حساس، ظریف و آسیب‌پذیر است، بلکه نیرومند هم هست. در واقع خود واقعی ما آنقدر قوی است که اگر یک "برنامه کامل بهبودی" برای هم وابستگی اجرا شود، از طریق فرایند خود مسئولیت دهی و خلاقیت (که اغلب می‌ترسیم مشاهده اش کنیم)، قدرتی شفادهنده دارد. وقتی که خود زنده واقعی ما "پنهان می‌شود" - (سرگرمِ چهره‌های والدگونه خود می‌شود یا دردهای تقریبا جان سوز را کم می‌کند تا "زنده بماند") - خود هم وابسته‌ای ظاهر می‌شود که جای آن را می‌گیرد؛ بنابراین ما آگاهی مان را از خودمان از دست می‌دهیم تا حدی که وجود آن را فراموش می‌کنیم. ما تماسمان را با آنچه که هستیم از دست می‌دهیم و به تدریج شروع می‌کنیم به اینکه آن خود دروغین را به کار بریم. آنگاه این کار یک عادت و در نهایت یک اعتیاد می‌شود. هم وابستگی نه تنها شایعترین اعتیاد است، بلکه "اساس" چیزی می‌شود که همه اعتیادها و وسواسهای ما از آن ناشی می‌شود. تقریبا در پس هر اعتیاد و وسواسی، هم وابستگی نهفته‌است. چیزی که آن را ایجاد می‌کند و نگهش می‌دارد، احساسی از شرم است از اینکه خیال می‌کنیم خود واقعی و (کودک نابالغ درون ما) به نوعی ناقص و بی کفایت است و این شرم، با سائق ذاتی و سالم "خود واقعی" ما برای اینکه خود را بشناسد و ابراز کند، همراه می‌شود. این اعتیاد و وسواس به هر ترتیبی که شکل بگیرد، قصد دارد این باور اشتباه را بیان کند که چیزی در خارج از وجود ما می‌تواند ما را خشنود و کامل کند.